# Галчиньский, Константы Ильдефонс
Конста́нты (Конста́нтий) Ильдефо́нс Галчи́ньский (Галчи́нский; пол. Konstanty Ildefons Gałczyński, 23 января 1905, Варшава — 6 декабря 1953, там же) — польский поэт, переводчик и драматург. Один из крупнейших национальных лириков XX века.

## Биография
Константы Ильдефонс Галчинский родился 23 января 1905 года в Варшаве. Его родителями были Константы Галчинский и Ванда Галчинская (урожденная Лопушинская). 
С началом Первой мировой войны семья переехала в Москву (1914—1918), где Галчиньский поступил в польскую школу. После возвращения в Варшаву изучал классическую и английскую филологию в Варшавском университете, защитил диплом по творчеству несуществующего английского поэта XIX в. Морриса Гордона Читса (всю жизнь отличался чрезвычайным артистизмом, склонностью к маскараду, розыгрышам и псевдонимам). 
Дебютировал в 1923 году. Входил в группу Квадрига, принадлежал к столичной богеме. В 1930 году женился, жил с женой в Берлине (1931—1933), затем в Вильно (1934—1936), городе, где родилась дочь поэта и который оставил глубокий след в его лирике. Сблизился с националистическим движением, печатался в правом журнале Prosto z mostu. Мобилизованный после вторжения в Польшу, попал в советский, а потом в немецкий плен, побывал во многих лагерях. После войны жил в Брюсселе и Париже, вернулся в Польшу в 1946 году. Печатался в популярных журналах Przekrój, Tygodnik Powszechny. Впоследствии стал одним из рупоров официального социалистического режима в Польше, выступал в поэзии с резкими нападками на Чеслава Милоша («Поэма о предателе»), откликнулся панегириком на смерть Сталина. Параллельно писал пронзительные лирические стихи и блестящие сатирические миниатюры для театра Зелёный гусь, сотрудничал с краковским кабаре Семь котов. В 1950 году сам подвергся разгромной критике как представитель и певец мелкой буржуазии. Переводил Шекспира, Шиллера.
Умер после третьего инфаркта. Похоронен на кладбище Воинском кладбище в Повонзках.

## Память
Образ поэта представлен в литературе в образе Дельты, или Трубадура в эссе-трактате Милоша Порабощенный разум (1953).
Многие стихи Галчиньского положены на музыку (среди других — Гражиной Бацевич), песни на его слова исполняли Марыля Родович, Марек Грехута, Анна Герман и многие другие польские певцы.
С 1998 года в Щецине проводится поэтическое биеннале имени Галчиньского. С 2007 года в Варшаве действует Фонд Зеленый гусь имени поэта. Несколько десятков школ в Польше названы его именем.

## Издания на русском языке
- Варшавские голуби: Стихи. — Для старш. возраста; Пер. с польского / [Предисл. Г. Языковой]. — М.: Детгиз, 1962. — 104 с., портр.; ил.
- Стихи. — Пер. с пол. / Предисл. Д. Самойлова, с. 3—24.; Сост. Г. Языковой. — М.: Художественная литература, 1967. — 263 с.; портр.; 25 000 экз.
- Юлиан Тувим, Владислав Броневский, Константы Ильдефонс Галчинский. Избранное. М.: Художественная литература, 1975
- Фарландия, или Путешествие в Темноград. М.: РИПОЛ классик; Вахазар, 2004

На русский язык Галчиньского переводили: Иосиф Бродский; Владимир Британишский; Анатолий Гелескул; Александр Големба; Наталья Горбаневская; Марк Живов; Владимир Корнилов; Леонид Мартынов; Мария Петровых; Александр Ревич; Давид Самойлов; Борис Слуцкий; Аркадий Штейнберг; Евгений Храмов и другие.